# Notro Films
Fundada en octubre de 2004 como una empresa distribuidora de películas de cine empresa, Notro Films participa principalmente en la administración integral de derechos audiovisuales. Sus actividades van desde la adquisición de los derechos de las películas extranjeras y, a la producción y el desarrollo de nuevos proyectos para el cine, la televisión y el teatro. Con su sede en Cataluña y Madrid, Notro Films se centra en la producción de televisión. En el ámbito teatral, Notro Films ha producido el conocido musical internacional Grease, junto con Filmax y Stromboli, y también con Filmax, Pérez, El Ratoncito de tus Sueños.
Espalda una combinación de películas de calidad y éxito comercial, centrándose en los productos de los "populares Arthouse" tendencia: películas independientes con un claro potencial comercial, capaz de alcanzar el éxito en la taquilla. Dispone de un catálogo de cerca de 500 títulos compuesto por películas de diferentes géneros y la orientación, y su capital es 100% español.
En el año 2006, inició sus propias actividades de ventas internacionales con títulos de una variedad de géneros como el arte-teatro casa Honor de Cavalleria (Honor de los Caballeros), que fue en la Quincena del Director en el Festival de Cine de Cannes 2006 o el éxito La comedia argentina No sos vos, soy yo con más de 500.000 espectadores en España. En el año 2007, Notro Films presenta dos nuevos títulos: Fernando Trueba produjo en teatro Bajo las Estrellas, ganador del Festival de Málaga de Cine Español, y el thriller psicológico La Habitación de Fermat, recientemente presentado en el Festival de Cine de Sitges.
Notro Films fue galardonado con el Premio Kinepolis como la mejor empresa de distribución en 2005.
En el sector del DVD, Notro Films adquirió gran reputación cinéfila en sus ediciones conjuntas con Versus Entertainment de cine polaco, con películas comercializadas en España de cineastas como Andrezj Munk, Aleksander Ford, Andrezj Wajda, Wojciech Jerzy Has, Jerzy Kawalerowicz, Roman Polanski o Jerzy Skolimowski.porque.no hicisteis más temporadas???

## Series y programas

### Series de ficción
Con el culo al aire (Antena 3 2012 - 2014 )
Doctor Mateo (Antena 3 2009 - 2011 )
Cuestión de sexo (Cuatro 2007 - 2009 )
HKM (Cuatro 2008 - 2009)
La familia Mata (Antena 3 2007 - 2009)
Los simuladores (Cuatro 2006 - 2007)
Plan América (La 1 2008))

### Programas
3.0 (TV3 2007)
A mano (Antena.Nova 2007)
Brainiac (Cuatro 2007)
CompañíA (Telemadrid)
Darío Diario (Cuatro 2006)
Duelo de chefs (Cuatro 2006)
Duelo de estrellas (Cuatro 2006)
España por la cara (Antena.Neox)
La noche Sundace (Antena.Neox)
Manual de parejas (Antena.Nova)
Nada x aquí (Cuatro 2006-2008)
Oxígeno O3 (Antena.Nova)
¿Qué hay de postre? (Telemadrid)
Territorio champion (Antena 3 2006)
Visto y oído (Cuatro 2008)
- Datos: Q5839228